# Новосадски трамвај
Новосадски трамвај је био систем трамвајског превоза у Новом Саду, Србија. Био је у функцији од 30. септембра 1911. до истог дана 1958. године.
Постоје планови да се изгради нова мрежа која би требало да буде завршена до 2030. године.

## Историја
Како се Нови Сад развијао, расла је потреба за масовним транспортом. У 1868. појавили су се први планови за транспорт људи у кочијама. Како је време пролазило и град је растао јавила се идеја за изградњом трамвајског система.
Струја је почела да се производи у граду од 1910. године, што је дозволило да се електрични трамвај отвори у следећој години. На почетку је било 19 трамвајских возила у систему, а највећи број је био произведен у Ганц фабрици у Будимпешти, а неколико у Немачкој. Касније је још три дошло из Славонског Брода. Размак шина је био 1,435 метара. Град је наставио да се шири у време када је био центар Дунавске бановине. Године 1930. град је купио три аутобуса, који су постали конкуренција. Бомбардовање 1944. године уништило је електричну централу која је напајала трамваје. Трамваји су поново почели да раде 25. маја 1945. године. Трамваји су наставили да превозе до 1958, када су замењени аутобусима.

## Линије
Постојале су две линије:
- Линија један, позната као бела линија од Футошке Капије до Темеринске улице.[2] Ова линија је ишла дуж темеринске улице, поред Владичанског двора кроз центар града, према бањи и болници, где је био крај линије.[3] Додатна линија, позната као плава линија, била је од Купатила до Ченеја.[2]
- Линија два, позната као зелена линија[2] ишла је од бивше железничке станице до краја Дунавске улице, што је била обала Дунава.[3]

## Нострам
У 2011, Град Нови Сад представио планове да поново уведе трамвај мрежу. Идеја се први пут појавила 1991. Према студији изводљивости спроведеној у 2011, мрежа треба да садржи 5 линија, које преклапају једне са другима. Линије би имале укупну дужину 92,5 км, и садржале би 47 станица и једнo складиште.
Прва фаза се процењује на 80 милиона евра, што обухвата набавку 25 трамваја (65 милиона) и изградњу 25,5 км линије (15 милиона). Ова линија ће ићи од терминала "Запад" до терминалу "Лиман IV", и доношење од центра града. Три друге фазе ће следити, а мрежа ће бити завршена у 2030. У то време, Нови Сад ће имати 50 трамваја, са минималним капацитетом 160 места.